# Oppo Reno4 Z
Oppo Reno4 Z 5G — смартфон, розроблений компанією OPPO, що входить у серію Reno. Був представлений 15 жовтня 2021 року. В деяких країнах смартфон був представлений як Oppo A92s.

## Дизайн
Екран виконаний зі скла Corning Gorilla Glass 3+. Корпус виконаний з пластику.
Знизу розміщені роз'єм USB-C, динамік, мікрофон та 3.5 мм аудіороз'єм. Зверху розташований другий мікрофон. З лівого боку розміщені кнопки регулювання гучності та слот під 2 SIM-картки. З правого боку розміщена кнопка блокування смартфону, в яку вбудований сканер відбитків пальців.
Oppo Reno4 Z 5G продається у кольорах Ink Black (чорний) та Dew White (білий).
Oppo A92s продається у 3 кольорах: чорному, рожевому та білому.

## Технічні характеристики

### Платформа
Смартфони отримали процесор MediaTek Dimensity 800 з графічним процесоромм Mali-G57 MC4.

### Батарея
Батарея отримала об'єм 4000 мА·год та підтримку швидкої зярядки потужністю 18 Вт.

### Камери
Смартфони отримали основну квадрокамеру 48 Мп, f/1.7 (ширококутний) + 8 Мп, f/2.2 (ультраширококутний) з кутом огляду 119˚ + 2 Мп, f/2.4 (макро) + 2 Мп, f/2.4 (сенсор глибини) з фазовим автофокусом та здатністю запису відео в роздільній здатності 4K@30fps. Також вони отримали подвійну фронтальну камеру 16 Мп, f/2.0 (ширококутною) + 2 Мп, f/2.4 (сенсор глибини) зі здатністю запису відео у роздільній здатності 1080p@30fps.

### Екран
Екран LTPS LCD, 6,57", Full HD+ (2400 × 1080) зі щільністю пікселів 401 ppi, співвідношенням сторін 20:9, частотою оновлення дисплея 120 Гц та овальним вирізом під подвійну фронтальну камеру, що знаходиться зверху в лівому кутку.

### Пам'ять
Oppo Reno4 Z продавався в конфігурації 8/128 ГБ, а Oppo A92s — 6/128, 8/128 та 8/256 ГБ.

### Програмне забезпечення
Смартфони були випущені на ColorOS 7.2 на базі Android 10 і були оновлені до ColorOS 12 на базі Android 12.